# Tomasz Brandyk
Tomasz Józef Brandyk (ur. 12 września 1951 w Bydgoszczy, zm. 16 maja 2009 w Warszawie) – polski naukowiec, specjalista z dziedziny melioracji i gospodarki wodnej, członek korespondencyjny PAN.

## Życiorys
W latach 1969–1974 studiował na Wydziale Melioracji Wodnych Szkoły Głównej Gospodarstwa Wiejskiego i uzyskał tytuł magistra inżyniera melioracji wodnych. W 1982 obronił pracę doktorską pt. Regulowanie uwilgotnienia gleby torfowo-murszowej w systemie nawodnień podsiąkowych i został doktorem nauk technicznych. Osiem lat później obronił rozprawę habilitacyjną  pt. Podstawy regulowania uwilgotnienia gleb dolinowych i w oparciu o całokształt dotychczasowego dorobku naukowego, uzyskał stopień doktora habilitowanego nauk rolniczych w zakresie melioracji wodnych. W 1998 został profesorem nauk rolniczych.
Od 1993 do 1999 był dziekanem Wydziału Melioracji i Inżynierii Środowiska SGGW, a od 2000 był kierownikiem Katedry Kształtowania Środowiska na Wydziale Inżynierii i Kształtowania Środowiska SGGW. W 2002 został wybrany członkiem korespondencyjnym PAN i w latach 2003-2006 był wiceprzewodniczącym Wydziału V Nauk Rolniczych, Leśnych i Weterynaryjnych Polskiej Akademii Nauk.
W 2005 został doktorem honoris causa Akademii Rolniczej we Wrocławiu.
Pod jego kierunkiem stopień naukowy doktora uzyskał w 1998 Ryszard Oleszczuk.
Zmarł nagle 16 maja 2009 i 22 maja został pochowany w grobie rodzinnym na cmentarzu w Wilanowie.

## Nagrody i odznaczenia
- (1997) Srebrny Krzyż Zasługi
- (2000) Odznaka honorowa „Za zasługi dla SGGW”
- (2002) Medal Komisji Edukacji Narodowej

Wielokrotnie wyróżniony nagrodami Ministra Edukacji Narodowej (1983, 1994, 2001, 2003) oraz nagrodami Rektora SGGW.